# Іванка Червінська
Іва́нка Іванівна Червінська – українська етно-співачка. Широкій аудиторії українців стала відома після участі у проекті Голос Країни, яке відбувалося на телеканалі 1+1.Ця тендітна дівчина то співає, наче шепоче, то розвиває тему настільки потужним звуком, що пробирає аж «до мурашок». Такою широкою і водночас тонкою та вишуканою, є творчість Іванки. В її репертуарі твори різних жанрів: від стародавніх українських народних пісень і до сучасної авторської і експериментальної музики.

## Життєпис
Народилася 3 квітня 1990 року у смт Печеніжин Коломийського району Івано-Франківської області.
Після закінчення школи поступила в Львівське державне музичне училище ім. С. П. Людкевича, яке закінчила у 2012 році.
На другому курсі, стала солісткою львівського етно-джазового гурту ShockolaD в складі якого була 6 років. За цей час гурт видав два альбоми «Щедрий вечір з добрим джазом» та «World».
У 2013—2014 роках навчалась в Донецькій державній музичній академії імені Сергія Прокоф'єва.
У 2015 році співпрацювала з відомим кримськотатарським джазовим піаністом Усеїном Бекіровим та іншими.
У 2016 році стала півфіналісткою вокального телешоу «Голос країни» у команді Святослава Вакарчука.
Після проекту Іванка спільно з гуртом Gypsy Lyre видала міні-альбом «Перша хвиля», а наприкінці 2020 ще один альбом «В обіймах колискових», який мав на меті популяризувати колискові у молодих батьків, як невід'ємну частину нашої культури та привернути любов до рідної мови з самої колиски.
Наприкінці жовтня 2020 року Іванка видала також альбом українських народних пісень в сучасній обробці з назвою «Покоси» саунд-продюсером, якого виступив фронтмен гурту Gypsy Lyre — Геннадій Бондар.
Також Іванка плідно співпрацює з проектом «Jazz Kolo» (проект відомого бас-гітариста Ігоря Закуса).У 2020 році спільно з симфонічним оркестром GosOrchestra видали альбом народних пісень в джазових аранжуваннях з назвою «Співанки» які Іванка записувала в експедиціях будучи ще студенткою.
У квітні 2020 р.- Іванка Червінська стала ведучою музичної програми «Країна пісень», на UA: ПЕРШИЙ спільно з Сергієм Фоменком, фронтменом гурту МАНДРИ https://tv.suspilne.media/programs/kraina_pisen [Архівовано 27 січня 2021 у Wayback Machine.]

## Конкурси та фестивалі

### Конкурси
- Всеукраїнський фестиваль естрадної пісні «На крилах дитинства» (м. Винники-м. Львів), 2007 — гран-прі
- Міжнародний фестиваль українського естрадного мистецтва «Захід ХХІ ст.» (м. Львів), 2007 — III премія
- Всеукраїнський фестиваль-конкурс «Пісенні крила Чураївни» (м. Полтава), 2008 — І премія
- Участь в джазових майстер-класах (Chodziez, Польща), 2009—2010[7]
- «Перші Всеукраїнські молодіжні Дельфійські ігри» (м. Київ), 2010 — срібна медаль і звання лауреата в номінації «Народний спів»[8]
- Міжнародний фестиваль молодих виконавців сучасної української пісні «Молода Галичина» (м. Новояворівськ), 2011 — лауреат ІІ премії[9]
- Вокальне телешоу «Голос країни» (м. Київ), 2016 — півфіналістка, команда Святослава Вакарчука[2]

### Фестивалі
- Міжнародний фестиваль мистецтв ФортМісія (с. Поповичі), 2010—2011[10][11]
- Міжнародний етно-джазовий фестиваль «Флюгери Львова» (м. Львів), 2011—2013, 2015[12][13][14][15]
- Міжнародний джазовий фестиваль AlfaJazz Fest (м. Львів), 2011[16][17][18]
- Міжнародний джазовий фестиваль JazzBez (м. Львів), 2013, 2015[19][20]
- Міжнародний фестиваль «XX Festiwal Kultury Ukrainskiej» (Koszalin, Польща), 2011[21]
- Міжнародний джазовий фестиваль ім. Дмитра Тьомкіна (м. Кременчук), 2012[22]
- Фестиваль сучасної музики «Музичний Компот» (м. Бориспіль), 2012[23]
- Фестиваль «ФанАРТія» (м. Львів), 2012[24]
- II українсько-польський «Фестиваль партнерства», (м. Львів), 2013[25]
- Молодіжний Kosmopolit Jazz Fest (м .Київ), 2013[26]
- Міжнародний фестиваль «Мистецтво толерантності»(м. Євпаторія), 2013[27]
- Міжнародний джазовий фестиваль Swidnik Jazz Festival (Swidnik, Польща), 2014[28]
- Акція Muzyka bez granic (Gdansk, Польща), 2014[29]
- Міжнародний фестиваль «<meta />Джаз Коктебель<meta />» (Koktebel Jazz Festival, с. Затока), 2015[30]
- Перший міжнародний вуличний фестиваль колядок (м. Львів), 2016[31]
- Міжнародний джазовий фестиваль «Art Jazz Cooperation» (м. Рівне), 2016[32]
- Міжнародний джазовий фестиваль «Chernihiv Jazz Open» (м. Чернігів), 2016[1]
- XX Міжнародний джазовий фестиваль «VINNYTSIA JAZZFEST» (м. Вінниця), 2016[33]
- МЗС Open Air & Koktebel Jazz Festival (м. Київ), 2017[34]
- III Благодійний фестиваль «Голосіївська криївка» (м. Київ), 2017[35]
- Київ-етно-мюзік-фест «Віртуози фолку» (м. Київ), 2017[36]
- VII Фестиваль української культури в Ізраїлі, (м. Нетанія, м. Петах-Тіква, Ізраїль), 2017[37]
- Міжнародний фестиваль мистецтв «Карпатський простір» (м. Івано-Франківськ), 2018
- Street Music та OpenAir на Leopolis Jazz Fest (м. Львів), 2018
- Міжнародний форум Східної та Центральної Європи VIA CARPATIA (с. Криворівня), 2018
- Міжнародний фестиваль української ретро-музики ім. Богдана Весоловського (м. Одеса), 2018
- Київ-етно-мюзік-фест «Віртуози фолку» (м. Київ), 2018
- Фестиваль «Твоя країна FEST» (3+11 міст України), 2018

## Альбоми
- ShockolaD — «Щедрий вечір з добрим jazzom», 2010 (Вокал — 1,4,5,6,8,9,11)
- ShockolaD — «World», 2012 (Вокал — 1,2,3,4,5,7)
- Іванка Червінська & Gypsy Lyre — EP Перша хвиля, 2017[38]

● Іванка Червінська ― «Покоси» (2020) https://www.youtube.com/watch?v=qbyf_oOC970
● Іванка Червінська & Gypsy Lyre -« В обіймах колискових» (2020) https://www.youtube.com/watch?v=9v0b5ENFjUk&t=806s
● Jazz Kolo — «Співанки» (2020) https://tydyvy.com/channel/DylAVDo

## Шлях на Голосі країни
Сліпі прослуховування [Архівовано 28 лютого 2020 у Wayback Machine.] 27.03.2016 [Архівовано 28 лютого 2020 у Wayback Machine.] — українська народна пісня «Летів пташок» (Музика і слова — народні, аранжування — Геннадій Бондар (Gypsy Lyre)).
Бої [Архівовано 1 березня 2020 у Wayback Machine.] 17.04.2016 [Архівовано 1 березня 2020 у Wayback Machine.] — джазовий стандарт «Dream a Little Dream Of Me» (Музика — Фабіан Андре (англ. Fabian Andre) та Вілбур Швандт (англ. Wilbur Schwandt), слова — Гус Кан (англ. Gus Kahn)).
Нокаути [Архівовано 3 січня 2020 у Wayback Machine.] 08.05.2016 [Архівовано 3 січня 2020 у Wayback Machine.] — українська народна пісня «Вербова дощечка» у стилі блюз (Музика і слова — народні, аранжування — Святослав Вакарчук).
Чвертьфінал [Архівовано 1 березня 2020 у Wayback Machine.] 15.05.2016 (прямий ефір) [Архівовано 1 березня 2020 у Wayback Machine.] — циганська народна пісня «Ederlezi» (Музика — Горан Брегович (Goran Bregović), слова — народні).
Півфінал [Архівовано 10 січня 2020 у Wayback Machine.] 22.05.2016 (прямий ефір) [Архівовано 10 січня 2020 у Wayback Machine.] — український естрадний хіт 70-х років XX ст. «Водограй» (Музика і слова — Володимир Івасюк).
Також у півфіналі відбувся спільний виступ [Архівовано 12 жовтня 2021 у Wayback Machine.] команди Святослава Вакарчука (Віталіна Мусієнко (переможниця шоу) та Іванка Червінська) з піснею «Hit the Road Jack!» (Музика і слова — Персі Мейфілд (Percy Mayfield))